# 檜原村立檜原中学校
檜原村立檜原中学校（ひのはらそんりつ ひのはらちゅうがっこう）は、東京都西多摩郡檜原村にある公立中学校である。
最寄駅は、JR五日市線武蔵五日市駅。武蔵五日市駅から西東京バスで約25分、「払沢の滝入口」バス停にて下車、徒歩2分。
2011年度より、檜原村立檜原小学校とあわせて小中一貫教育校となる(檜原学園檜原中学校)。ただし、校舎は従来通りである。

## 沿革
- 1947年（昭和22年）
  - 3月31日 - 学校教育法に基づき、檜原村立檜原中学校設置。
  - 5月7日 - 開校（本校は檜原小学校に、第一分校は南檜原小学校人里分校に、第二分校は北檜原小学校に併置）。
- 1950年（昭和25年）6月30日 - 新校舎落成、現在地に移転。
- 1951年（昭和26年）4月29日 - PTA結成。
- 1954年（昭和29年）7月1日 - 本校運動場拡張工事着工。
- 1957年（昭和32年）5月19日 - 創立10周年記念式典挙行。
- 1959年（昭和34年）1月29日 - 本校運動場第二期工事完了。
- 1962年（昭和37年）9月20日 - プール完成。
- 1965年（昭和40年）
  - 4月1日 - 第一分校は南秋川中学校に、昇格第二分校は北秋川中学校に、それぞれ昇格。
  - 7月5日 - ミルク給食開始。
- 1970年（昭和45年） 4月10日 - センター方式による給食開始。
- 1973年（昭和48年）5月26日 - 体育館落成式挙行。
- 1984年（昭和59年）5月2日 - 檜原中改築委員会発足。
- 1985年（昭和60年）4月1日 - 仮校舎（旧檜原小学校）に移転。
- 1986年（昭和61年）
  - 3月2日 - 新校舎落成し、現在地に移転。
  - 4月1日 - 檜原中学校（旧）、南秋川中学校、北秋川中学校の3校が統合し、檜原中学校（新）として発足。
- 1987年（昭和62年）
  - 3月31日 - プール改築工事完了。
  - 12月1日 - 創立40周年記念誌発行。
- 1991年（平成3年）1月30日 - 体育館改修工事完了。
- 1997年（平成9年）5月10日 - 創立50周年記念式典挙行。
- 2002年（平成14年）4月1日 - 教育目標改定。
- 2005年（平成17年）4月1日 - 心身障害学級再開級。
- 2011年 - 檜原学園檜原小中学校開園式挙行。
- 2012年（平成24年）7月24日 - 檜原学園檜原小中学校報告会開催。
- 2014年（平成26年）4月1日 - 教育目標改定。
- 2015年（平成27年）4月1日 - オリンピック・パラリンピック教育推進校。
- 2016年（平成28年）
  - 4月23日 - 学園PTA発足。
  - 5月28日 - 第1回檜原学園運動会挙行。
- 2017年（平成29年）10月27日 - 創立70周年記念式典挙行。

## 歴代校長
- 初代 峰岸主治
- 2代 大沢亨
- 3代 水沢一雄
- 4代 内倉信次
- 5代 臼井武一
- 6代 田中貞雄
- 7代 清水恒雄
- 8代 真中勝次
- 9代 宮岡正一
- 10代 佐藤善一郎
- 11代 橋本和昭
- 12代 山崎栄作
- 13代 八坂通
- 14代 會田武夫
- 15代 中村宗嗣
- 16代 加藤健次郎
- 17代 掛田俊之
- 18代 渕上勝則
- 19代 内山絵里子
- 20代 森本友明

## 交通アクセス
- 西東京バス「払沢の滝入口」バス停下車後、徒歩約180m・約3分（北秋川に架かる歩道路を移動した場合）。
  - 停車系統は、「五14」（終点）、「五18」・「五里10」・「五里18」（途中停留所）。
- JR五日市線武蔵五日市駅から、上述の西東京バスに乗車し、「払沢の滝入口」バス停下車後、徒歩。

## 近隣の施設など
- 北秋川
- 檜原村立檜原小学校
- 檜原村立図書館